# Albrecht Roscher
Albrecht Roscher, född den 27 augusti 1836, död den 19 mars 1860, var en tysk Afrikaforskare.
Roscher studerade arabiska och medicin och reste 1858 till Afrika för att följande år bege sig från Zanzibar till Kilwa och därifrån vidare in i landet, där han i närheten av Nyasasjön, som David Livingstone hade upptäckt en kort tid dessförinnan, blev mördad. Roscher är författare till Claudius Ptolemäus und die Handelsstrassen in Zentralafrika (1857).